# بانات ۲۱۶۶۳
سیارک ۲۱۶۶۳ (به انگلیسی: 21663 Banat، نامگذاری:1999RM) بیست و یک هزار و ششصد و شصت و سومین سیارک کشف شده‌است که در ۳ سپتامبر ۱۹۹۹ کشف شد.